# Henrik Klackenberg
Sven Henrik Klackenberg, född 1 mars 1954 i Danderyds församling, Stockholms län, är en svensk antikvarie, arkeolog och hovman. Han var statsheraldiker vid Riksarkivet 1999–2022. 

## Biografi
Klackenberg blev filosofie kandidat i historia och arkeologi vid Stockholms universitet 1978. Han arbetade sedan som antikvarie vid Riksantikvarieämbetet 1979–1984 och disputerade i medeltidsarkeologi vid Lunds universitet 1992 på en avhandling om monetariseringen i medeltidens Sverige. Han var därefter förste antikvarie på Statens Historiska museum. 1993 blev han museidirektör och chef för Kungliga Myntkabinettet, 1998 biträdande statsheraldiker och 1999 statsheraldiker vid Riksarkivet. Han har varit ordförande i Svenska arkeologiska samfundet och är sedan 1999 skattmästare i Svenska humanistiska förbundet. År 2012 utnämndes han till kammarherre vid Kungl. hovstaterna. År 2016 utnämndes han till medlem av Internationella kommissionen för riddarordnar.

## Utmärkelser
- H.M. Konungens medalj i guld av 8:e storleken i Serafimerordens band (Kon:sGM8mserafb, 2020) för förtjänstfulla insatser vid Ceremonistaten.[5]
- Svenska Heraldiska Föreningens medalj i guld (SHFGM, 2019)[6]